# Výzkumný ústav geodetický, topografický a kartografický
Výzkumný ústav geodetický, topografický a kartografický, v.v.i. (VÚGTK) je veřejná výzkumná instituce jako vědecko-výzkumná základna resortu Českého úřadu zeměměřického a katastrálního. VÚGTK byl založen roku 1954. Roku 2007 byl zapsán do Rejstříku veřejných výzkumných institucí. Součástí ústavu je i geodetická observatoř Pecný.